# فهرست شهرداران کرمانشاه
کرمانشاه از زمان ساخت بلدیه تاکنون ۸۲ شهردار داشته است.
فهرست شهرداران شهر کرمانشاه از زمان ساختن بلدیه تا کنون:
| شماره | نام                      | از سال         | تا سال        | سمت                     |
| ----- | ------------------------ | -------------- | ------------- | ----------------------- |
| ۰۱    | حسن شقاقی                | ۱۲۹۹           | ۱۳۰۰          | شهردار بلدیه            |
| ۰۲    | محمد خان امیر شوکت       | ۱۳۰۰           | ۱۳۰۱          | کفیل بلدیه              |
| ۰۳    | ابوالفتح میرزا           | ۱۳۰۱           | ۱۳۰۴          | رئیس بلدیه              |
| ۰۴    | علی فتوحی                | ۱۳۰۴           | ۱۳۰۵          | رئیس بلدیه              |
| ۰۵    | اسداله خان فزونی         | ۱۳۰۵           | ۱۳۰۶          | شهردار                  |
| ۰۶    | ابراهیم مفضد درخشان      | ۱۳۰۶           | ۱۳۰۷          | شهردار                  |
| ۰۷    | نصرت الله مستشاری        | ۱۳۰۷           | ۱۳۰۸          | شهردار                  |
| ۰۸    | زین الدین قیاسی          | ۱۳۰۸           | ۱۳۰۹          | شهردار                  |
| ۰۹    | اسدالله شهاب الدوله      | ۱۳۰۹           | ۱۳۱۰          | شهردار                  |
| ۱۰    | عبدالله خان فروهر        | ۱۳۱۰           | ۱۳۱۱          | شهردار                  |
| ۱۱    | میرزا مسعود خان وداد     | ۱۳۱۱           | ۱۳۱۲          | شهردار                  |
| ۱۲    | حسنعلی اشرفی             | ۱۳۱۲           | ۱۳۱۳          | شهردار                  |
| ۱۳    | دکتر جهانسوزی            | ۱۳۱۳           | ۱۳۱۴          | شهردار                  |
| ۱۴    | احمد جهانشاهی            | ۱۳۱۴           | ۱۳۱۵          | شهردار                  |
| ۱۵    | محمدرضا رسولی            | ۱۳۱۵           | ۱۳۱۶          | شهردار                  |
| ۱۶    | تقی مدحت                 | ۱۳۱۶           | ۱۳۱۷          | شهردار                  |
| ۱۷    | حسام الدین عارفی         | ۱۳۱۷           | ۱۳۱۸          | شهردار                  |
| ۱۸    | اسکنر آوشید              | ۱۳۱۸           | ۱۳۱۹          | شهردار                  |
| ۱۹    | عباس صدر                 | ۱۳۱۹           | ۱۳۲۰          | شهردار                  |
| ۲۰    | مرتضی ابوذر              | ۱۳۲۰           | ۱۳۲۱          | شهردار                  |
| ۲۱    | فیض الله اعظم زنگنه      | ۱۳۲۱           | ۱۳۲۲          | شهردار                  |
| ۲۲    | مسعود فزونی              | ۱۳۲۲           | ۱۳۲۳          | شهردار                  |
| ۲۳    | علی اصغر محمدی           | ۱۳۲۳           | ۱۳۲۴          | شهردار                  |
| ۲۴    | کاظم شریفی               | ۱۳۲۴           | ۱۳۲۵          | شهردار                  |
| ۲۵    | ارسلان فرهنگ             | ۱۳۲۵           | ۱۳۲۶          | کفیل شهرداری            |
| ۲۶    | عباس صدر                 | ۱۳۲۶           | ۱۳۲۷          | شهردار                  |
| ۲۷    | جهانسوز خاقانی           | ۱۳۲۷           | ۱۳۲۸          | شهردار                  |
| ۲۸    | علیرضا بهزادی            | ۱۳۲۸           | ۱۳۲۹          | شهردار                  |
| ۲۹    | مهدیقلی صاحبقرانی        | ۱۳۲۹           | ۱۳۳۰          | شهردار                  |
| ۳۰    | عباس استقامت             | ۱۳۳۰           | ۱۳۳۱          | شهردار                  |
| ۳۱    | احمدمختار معصومی         | ۱۳۳۱           | ۱۳۳۲          | شهردار                  |
| ۳۲    | محمد علی ملک             | ۱۳۳۲           | ۱۳۳۳          | شهردار                  |
| ۳۳    | موسی آروند               | ۱۳۳۳           | ۱۳۳۴          | شهردار                  |
| ۳۴    | مهدی رئوفی               | ۱۳۳۴           | ۱۳۳۶          | شهردار                  |
| ۳۵    | سلطان محمد دولتشاهی      | ۱۳۳۶           | ۱۳۳۷          | شهردار                  |
| ۳۶    | علی اصغر تیموری          | ۱۳۳۷           | ۱۳۳۸          | شهردار                  |
| ۳۷    | امان الله کیهان          | ۱۳۳۸           | ۱۳۴۰          | شهردار                  |
| ۳۸    | عزت الله خان ایلخانی پور | ۱۳۴۰           | ۱۳۴۱          | کفیل شهرداری            |
| ۳۹    | علی سلیمانی              | ۱۳۴۱           | ۱۳۴۲          | شهردار                  |
| ۴۰    | علی قلی جهانسوز          | ۱۳۴۲           | ۱۳۴۳          | شهردار                  |
| ۴۱    | حیدر حیدری               | ۱۳۴۳           | ۱۳۴۵          | کفیل شهرداری            |
| ۴۲    | جهانشاه پالیزیان         | ۱۳۴۵           | ۱۳۴۸          | شهردار                  |
| ۴۳    | امان الله کیهان          | ۱۳۴۸           | ۱۳۵۰          | شهردار                  |
| ۴۴    | کرمعلی اسعدیان           | ۱۳۵۰           | ۱۳۵۱          | سرپرست شهرداری          |
| ۴۵    | سید آقا هاشمی            | ۱۳۵۱           | ۱۳۵۲          | سرپرست شهرداری          |
| ۴۶    | کرمعلی اسعدیان           | ۱۳۵۲           | ۱۳۵۳          | شهردار                  |
| ۴۷    | شاهپور امید              | ۱۳۵۳           | ۱۳۵۴          | شهردار                  |
| ۴۸    | حیدر حیدری               | ۱۳۵۴           | ۱۳۵۵          | کفیل شهرداری            |
| ۴۹    | سید مجتبی حبیبی          | ۱۳۵۵           | ۱۳۵۷          | شهردار                  |
| ۵۰    | ابراهیم اقبال            | ۱۳۵۷           | ۱۳۵۸          | شهردار                  |
| ۵۱    | محمد علی مکفی            | ۱۳۵۸           | ۱۳۶۰          | شهردار                  |
| ۵۲    | مجتبی تغابن              | ۱۳۶۰           | ۱۳۶۳          | شهردار                  |
| ۵۳    | سید فخرالدین مهدویان     | ۱۳۶۳           | ۱۳۶۴          | سرپرست شهرداری          |
| ۵۴    | هوشنگ فلاحیان            | ۱۳۶۴           | ۱۳۶۵          | سرپرست شهرداری          |
| ۵۵    | مجید غفوری               | ۱۳۶۵           | ۱۳۶۷          | شهردار                  |
| ۵۶    | ابراهیم عزیزی            | ۱۳۶۷           | ۱۳۶۷          | سرپرست شهرداری          |
| ۵۷    | مجتبی تغابن              | ۱۳۶۷           | ۱۳۶۸          | شهردار                  |
| ۵۸    | محمد بیژن آفریدون        | ۱۳۶۸           | ۱۳۷۰          | شهردار                  |
| ۵۹    | بهنام خشنودی             | ۱۳۷۰           | ۱۳۷۶          | شهردار                  |
| ۶۰    | علی اصغر میرزایی         | ۱۳۷۶           | ۱۳۷۶          | شهردار                  |
| ۶۱    | مجتبی یزدانی             | ۱۳۷۶           | ۱۳۷۷          | سرپرست شهرداری          |
| ۶۲    | مهرداد سالاری            | ۱۳۷۷           | ۱۳۷۸          | شهردار                  |
| ۶۳    | مجید یوسفی               | ۱۳۷۸           | ۱۳۷۹          | سرپرست شهرداری          |
| ۶۴    | سید عبدالعلی کیمیایی     | ۱۳۷۹           | ۱۳۷۹          | شهردار                  |
| ۶۵    | حاجی رضا ریاحی           | ۱۳۷۹           | ۱۳۸۰          | سرپرست شهرداری - شهردار |
| ۶۶    | مهرداد سالاری            | ۱۳۸۰           | ۱۳۸۱          | شهردار                  |
| ۶۷    | سیاوش الماسوندی          | ۱۳۸۱           | ۱۳۸۲          | سرپرست شهرداری          |
| ۶۸    | بهروز همتی               | ۱۳۸۲           | ۱۳۸۳          | شهردار                  |
| ۶۹    | سیاوش الماسوندی          | ۱۳۸۳           | ۱۳۸۳          | سرپرست شهرداری          |
| ۷۰    | مجتبی یزدانی             | ۱۳۸۳           | ۱۳۸۶          | شهردار                  |
| ۷۱    | علی حیدر کرمی            | ۱۳۸۶           | ۱۳۸۶          | سرپرست شهرداری          |
| ۷۲    | حمیدرضا صارمی            | ۱۳۸۶           | ۱۳۸۸          | شهردار                  |
| ۷۳    | منوچهر فخری              | ۱۳۸۸           | ۱۳۹۰          | شهردار                  |
| ۷۴    | پیمان قربانی             | ۱۳۹۰           | ۱۳۹۳          | شهردار                  |
| ۷۵    | حیدر کرمی                | ۱۳۹۳           | ۱۳۹۴          | سرپرست شهرداری          |
| ۷۶    | عبدالرضا شعبانی          | ۱۳۹۴           | ۱۳۹۵          | شهردار                  |
| ۷۷    | حامد لعل‌بخش              | ۱۳۹۵           | ۱۳۹۵          | سرپرست شهرداری          |
| ۷۸    | آرش رضایی                | ۱۳۹۵           | ۱۳۹۷          | شهردار                  |
| ۷۹    | حامد لعل‌بخش              | ۱۳۹۷           | ۱۳۹۷          | سرپرست شهرداری          |
| ۸۰    | سعید طلوعی               | ۱۱ دی ۱۳۹۷     | ۱۲ مرداد ۱۴۰۰ | شهردار                  |
| ۸۱    | امیر رحیمی               | ۳۰ شهریور ۱۴۰۰ | ۲۱ آذر ۱۴۰۰   | سرپرست شهرداری          |
| ۸۲    | نادر نوروزی              | ۲۱ آذر ۱۴۰۰    | تاکنون        | شهردار                  |